# PTX, Vol. III
PTX, Vol. III é o quarto EP do grupo a capella estadunidense Pentatonix, lançado em 23 de Setembro de 2014, apesar de ter sido lançado na Austrália no dia 19 de Setembro de 2014. Contém três músicas originais do grupo (On My Way Home, See Through e Standing By).

## Faixas
Todas as faixas escritas e compostas por Pentatonix, exceto onde indicado. 
| N.º | Título           | Compositor(es)                                                                     | Artista Original            | Duração |  |
| 1.  | "Problem"        | Max Martin,Savan Kotecha,Ilya Salmanzadeh,Amethyst Kelly,Ariana Grande             | Ariana Grande & Iggy Azalea | 2:28    |  |
| 2.  | "On My Way Home" | Jordan Johnson,Sam Martin,Marcus Lomax,Jason Evigan,Stefan Johnson,Clarence Coffee | Pentatonix                  | 3:15    |  |
| 3.  | "La La Latch"    | James Murray e outros                                                              | Sam Smith                   | 3:41    |  |
| 4.  | "Rather Be"      | Nicolle Marshall                                                                   | Clean Bandit & Jess Glynne  | 3:32    |  |
| 5.  | "See Through"    | Joonas Angeria, Thomas Kirjonen, Kerli Kõiv                                        | Pentatonix                  | 3:19    |  |
| 6.  | "Papaoutai"      | Paul Van Haver                                                                     | Stromae                     | 3:33    |  |
| 7.  | "Standing By"    | Pentatonix                                                                         | Pentatonix                  | 4:13    |  |